# Mount Carroll (Illinois)
Mount Carroll es una ciudad ubicada en el condado de Carroll en el estado estadounidense de Illinois. En el Censo de 2010 tenía una población de 1717 habitantes y una densidad poblacional de 328,67 personas por km².

## Geografía
Mount Carroll se encuentra ubicada en las coordenadas 42°5′41″N 89°58′37″O / 42.09472, -89.97694. Según la Oficina del Censo de los Estados Unidos, Mount Carroll tiene una superficie total de 5.22 km², de la cual 5.22 km² corresponden a tierra firme y (0%) 0 km² es agua.

## Demografía
Según el censo de 2010, había 1717 personas residiendo en Mount Carroll. La densidad de población era de 328,67 hab./km². De los 1717 habitantes, Mount Carroll estaba compuesto por el 98.08% blancos, el 0.23% eran afroamericanos, el 0.06% eran amerindios, el 0.64% eran asiáticos, el 0% eran isleños del Pacífico, el 0.12% eran de otras razas y el 0.87% pertenecían a dos o más razas. Del total de la población el 2.68% eran hispanos o latinos de cualquier raza.